# Michael Bacon
Pour les articles homonymes, voir Bacon.
Michael Bacon, né en 1949 à Philadelphie, est un musicien et compositeur américain.
Il est le frère de l'acteur Kevin Bacon avec qui il a formé le groupe The Bacon Brothers. Il compose des musiques de film, principalement pour des films, téléfilms ou miniséries documentaires.

## Discographie

### Solo
- Good News - Columbia
- Bringin’ it Home - Monument/CBS
- Love Song Believer - Monument

### AvecThe Bacon Brothers
- 1994 : Forosoco
- 1999 : Getting There
- 2001 : Can't Complain
- 2003 : The Bacon Brothers Live - No Food Jokes Tour
- 2005 : White Knuckles
- 2010 : New Years Day

### Bande originale
- 1995 : Les Orages d'un été (Losing Chase) de Kevin Bacon avec Helen Mirren et Kyra Sedgwick
- 1995 : A Time for Justice de Charles Guggenheim (Oscar du meilleur documentaire court)
- 2000 : King Gimp de Bill Whiteford et Susan Hadary (Oscar du meilleur documentaire court)
- 2003 : Brothers in Arms - The Story of the Crew of Patrol Craft 94 de Paul Alexander avec John Kerry
- 2003 : Red Betsy de Chris Boebel
- 2005 : Loverboy de Kevin Bacon
- 2009 : Mango Tango de Marianne Hettinger
- 2009 : Boy Interrupted de Dana Heinz Perry